# Castillo de Sövdeborg
El Castillo de Sövdeborg (en sueco: Sövdeborgs slott) es un castillo en el municipio de Sjöbo, Escania, en el sur de Suecia. De los aproximadamente 200 castillos en Escania, este es uno de los 25 que permiten visitas públicas. El interior del castillo está decorado con estucos y un techo tallado en madera de roble en barroco cartílago.

## Historia
Frederik Lange adquirió la finca de la corona en 1587 y en 1597 erigió un castillo. Después de su muerte en 1614, su hijo vendió el castillo al noble danés Tage Ottesen Thott (1580-1658). Su hijo Otte Thagesen Thott (1607-1656) completó los planes de construcción y reconstruyó el castillo en estilo Renacentista en 1642.
En 1676, Thott lo vendió al Gobernador General sueco Rutger von Ascheberg (1621-1693). La finca fue propiedad de la familia Ascheberg hasta 1735 cuando Johan August Meijerfeldt (1664-1749) lo compró. En 1788, fue adquirido por el Conde sueco Carl Gustaf Piper (1737-1803). El Teniente Erik Carl Piper (1807-1849) se convirtió en propietario del castillo en 1833. En la década de 1840, contrató al arquitecto Carl Georg Brunius (1792-1869) y bajo su dirección tuvo lugar una profunda restauración del castillo.